# Abdul Qadir al-Baghdadi
Abd al-Qadir ibn 'Umar al-Baghdadi (en árabe: عبد القادر بن عمر البیدادي ; 1030-1093 AH / 1620-1682 d. C.) fue un autor, filólogo, gramático, magistrado, bibliófilo y un destacado enciclopedista literario de la era otomana.

## Biografía
Nació en Bagdad en 1030 d. C. (1630 d. C.), donde recibió su educación temprana, sobresaliendo en ciencia y literatura, y dominando el árabe, persa y turco. Viajó de Bagdad a Damasco en 1048 AH/1638 d. C. y se puso en contacto con el jefe de los supervisores estudiantiles, que se convirtió en su primer profesor en Damasco. Luego se unió al círculo de Muḥammad bin Yaḥyā al-Furthi para estudiar ciencia árabe.
En 1050 d. C./1640 d. C., fue a Egipto para unirse a un grupo de eruditos de la mezquita de Al-Azhar. Sus profesores más destacados fueron Yassin Al-Homsi y Shahab ad-dīn Al-Khafaji, autor de Rīhāna Al-Albā (ريحانة الألبا وزهرة الحياة الدنيا) y Shefa Al-Ghalīl (شفا江 الیليل). Al-Khafaji reconoció el significado cultural de la obra literaria de al-Baghdadi y le legó su biblioteca después de su muerte.
En 1077 AH/1667 AD, Abdul Qadir salió de Egipto para visitar la capital otomana en Estambul, pero pronto regresó. Era un compañero cercano del gobernador Ibrāhīm Kutkhda. Cuando el gobernador se trasladó al Levante en 1085 AH/1674 d. C., y luego a Edirne, se llevó a Abdul Qadir con él. En Edirne, Abdul Qadir conoció a Ibn Fadlallāh al-Mahabī, autor del Khlāsa al-'Athr (江لاصة الأ江ر في أعيان القرن الحادي عشر) - 'Tradiciones concisas del Eminente del siglo XI' - que era amigo de su padre.
En Edirne (Turquía), Abdul Qadir contrajo una enfermedad intratable. Viajó por algunos países turcos antes de regresar a El Cairo, donde murió en 1093 a. C. / 1682 d. C.
El gran sultán reformista Ahmed Pasha Köprülü puso a Abdul Qadir en su empleo con una comisión para superar el «Comentario» de ibn Hishām al-Anṣarī, escribiendo el comentario definitivo sobre el antiguo poema Bānat Su'ad de Kaʿb ibn Zuhayr. Mientras tanto, Abdul Qadir al-Baghdādī se dio cuenta del sultán otomano Muḥammad ibn Sultan Ibrāhīm, el reputado "Sultán de Literatura". Al-Baghdadi dejó muchas obras de traducción, en su mayoría de escritores y poetas preislámicos.

## Legado
La biblioteca de Abdul Qadir al-Baghdadi, con sus colecciones filológicas y literarias, es una de las bibliotecas más importantes de la época otomana. Su metodología de transmisión toma la forma clásica, conocida como isnād, como una forma de explicar y controlar su narración citando una cadena ininterrumpida de testimonios de testigos. En los relatos de algunos de los poetas famosos menciona no solo el testigo, sino también la "casa", es decir, la genealogía, y los versos anteriores y sucesivos de los que depende el significado, o en el caso de poemas raros, cita todo el poema, cita su testimonio y explica lo extraño y el trasfondo de su origen. Así, preservó material importante para la interpretación de la poesía árabe antigua dentro de su contexto cultural.
Abdul Qadir contribuyó a la conservación de las tradiciones en prosa de los árabes, junto con el corpus científico-literario que se encuentra en su interior. Memorizó los al-dawawin (poemas recopilados) de Maqamat Badi' az-Zaman al-Hamadhani y Maqama de Al-Hariri y las historias de los árabes, los persas y los turcos. Sus escritos expresan una mente liberal, una conciencia aguda y un conocimiento profundo, mientras registran su enfoque crítico del dogma recibido. Los críticos lo llamaron el mejor erudito y preservador del canon literario de los árabes, sus sistemas y prosa, narradores de hechos y guerras y días, y la sede de Hariri, los autores árabes, el lenguaje y la poesía contenidos en las maravillosas historias fijadas en la transferencia y aumentadas en crédito a través de su crítica analítica.